# Christian IV (roi de Danemark)
Christian IV (en danois : Christian 4. af Danmark og Norge, en norvégien : Kristian IV), né le 12 avril 1577 à Frederiksborg et mort le 28 février 1648 à Copenhague, fut roi de Danemark et de Norvège.
Fils de Frédéric II et de Sophie de Mecklembourg-Güstrow, il n'a que 11 ans lorsqu'il accède au trône de Danemark et de Norvège à la mort de son père le 4 avril 1588.

## Politicien ambitieux et roi réformateur
La cour du jeune roi, beau-frère du roi d'Angleterre et de l'électeur de Saxe, est l'une des plus animées et magnifiques d'Europe. Dès sa jeunesse, il développe un vif intérêt pour la marine et prend véritablement les affaires du royaume en main après 1610. Durant la première partie de son règne, il fait construire des forteresses par des ingénieurs allemands le long des rivages et des vastes frontières de son royaume. La flotte royale danoise, qui en 1596 comprenait vingt-deux unités, compte soixante vaisseaux en 1610, dont certains construits d'après les plans de Christian lui-même.
Soucieux d'exploiter les ressources lointaines à l'aide des capacités de sa flotte militaire et des arsenaux danois capables de construire de gros navires transporteurs, il fonde la Compagnie danoise des Indes orientales à Copenhague en 1616. L'ambition politique porte très vite son attention vers le Saint-Empire romain-germanique, avec un double objectif : 
- obtenir le contrôle des grands fleuves allemands, l'Elbe et la Weser, afin d'assurer sa domination sur les mers nordiques ;
- acquérir les anciens évêchés allemands de Brême-et-Verden comme apanages pour ses plus jeunes fils.

Ses objectifs le conduisent à fonder d'une part, la douane de Glücksburg pour contrôler le trafic de l'Elbe et d'autre part, fonder Altona en 1535 avec l'intention de détroner la puissance commerciale de sa puissante voisine, Hambourg. 

## L'armée et la guerre de Kalmar
La réforme de l'armée qu'il contrôle à titre personnel est plus complexe, les régiments étant composés de troupes recrutées pour la plupart parmi la paysannerie des domaines de la couronne. Il la finance le plus souvent sans apport de subsides de la diète, donc sur les ressources de sa cassette personnelle.
Sa première expérience avec son armée nouvellement réorganisée est un succès car s'il a recruté à vil prix des troupes norvégiennes, composés d'hommes pauvres, ses officiers ont su les équiper et former. Dans la guerre contre la Suède, généralement connue sous le nom de « guerre de Kalmar », Christian contraint Gustave II Adolphe à lui céder, lors du traité de Knäred du 20 janvier 1613, la Laponie suédoise et à verser une forte rançon pour les deux forteresses qu'il a conquises.

## La guerre de Trente Ans
Neutre au début de la guerre de Trente Ans, le souverain danois s'inquiète de la déroute des forces protestantes dans le Saint-Empire romain germanique. S'il tire habilement profit de l'inquiétude des protestants allemands après la bataille de la Montagne Blanche en 1620 pour assurer à son fils Frédéric l'autorité sur Brême en septembre 1621, étape suivie en novembre par un arrangement similaire au sujet de Verden, il comprend que son statut de prince allemand, ainsi que sa fonction de directeur de cercle de Basse-Saxe en tant que duc de Holstein, ne justifient pas cette attitude. D'ailleurs, si, dans le même temps, Hambourg est forcée de reconnaître la souveraineté danoise sur le Holstein, Christian IV, souverain protestant allié des Stuarts, reçoit des subsides anglais.
La montée des catholiques dans le nord de l'Allemagne pendant et après 1623 oblige Christian, pour des raisons purement politiques, à intervenir directement dans la guerre de Trente Ans. Ne voulant pas engager à l'aveugle le royaume de Danemark, il reste cependant à l'écart un certain temps, tout en livrant une armée complète au camp protestant, financée sur ses fonds propres.
Mais les sollicitations pressantes des puissances occidentales, et surtout sa crainte de voir Gustave II Adolphe de Suède le supplanter en tant que leader de la cause protestante amènent le royaume de Danemark à entrer en lice fin 1624 dans la guerre contre le Saint-Empire romain germanique et la Ligue catholique, sans aucune garantie d'aide des autres puissances. La phase danoise de la guerre de Trente Ans s'ouvre.
Le 9 mai 1625, Christian quitte le Danemark pour le front, avec à sa disposition entre 19 000 et 25 000 hommes, avec lesquels il remporte quelques batailles face à Wallenstein, général des Impériaux. Mais il ne sait tirer aucun avantage de ses victoires et se contente de résister à la poussée des armées de la Ligue en Allemagne du Nord, semblant se contenter d'assurer l'hégémonie danoise sur les évêchés de Brême et de Verden.
Les Impériaux, humiliés et vengeurs, se réorganisent et le 27 août 1626, le roi timoré est mis en déroute par le comte de Tilly à la bataille de Lutter-am-Barenberge. Une série de revers danois s'accumule : durant l'été 1627, Tilly et Wallenstein, détruisant, pillant et brûlant tout sur leur passage, occupent les duchés de Schleswig et de Holstein ainsi que la péninsule du Jutland.
La situation est catastrophique, mais Wallenstein s'est aussi installé solidement en Mecklembourg et en Poméranie ; et les Impériaux de prétendre dominer la Baltique au nom de l'empereur. Cette arrogance provoque les puissances de la mer Baltique et irrite le roi suédois Gustave II Adolphe. Dans l'urgence, le 1er janvier 1628, Christian forme une alliance avec les Suédois, par laquelle Gustave II Adolphe doit porter secours au Danemark. Peu après une armée et une puissante flotte suédo-danoise contraignent Wallenstein à lever le siège de Stralsund. Ainsi, grâce à cette contre-attaque, le Danemark évite l'invasion, et Christian peut alors conclure avec l'empereur en mai 1629 la paix de Lübeck sans aucune diminution de territoire.

## Les affaires étrangères de la fin de la guerre de Trente Ans
Le statu quo n'existe que pour le Danemark ; la guerre entre dans sa phase suédoise. Les Suédois, continuant la guerre au profit de la cause protestante, estiment que leur défense de la mer Baltique leur ouvre des droits sur les détroits. Les Danois s'offusquent. La diplomatie française essaie en vain de reconstituer durablement une alliance dano-suédoise ; elle ne l'abandonnera qu'après les pourparlers de 1679.
Entre 1629 et 1643, Christian gagne en popularité et influence. Durant cette période, il obtient à nouveau le contrôle de la politique extérieure du Danemark et de la douane du Sund, et espère même accroître encore son pouvoir avec l'aide de ses beaux-fils, Corfitz Ulfeldt et Hannibal Sehested, qui occupent le devant de la scène.
Même au plus bas de sa fortune, Christian ne perd jamais espoir de la retrouver. La situation en Europe entre 1629 et 1643 offre d'infinies possibilités pour les politiciens en mal d'aventure. Le roi Christian n'est pas un véritable chef d'État, et est incapable de mener une politique cohérente. Il ne peut ni se concilier la Suède, son plus dangereux ennemi, ni s'en protéger par un jeu de contre-alliances. Le prince joue la carte de la paix, inlassable médiateur entre catholiques et protestants au cours des dernières phases de la guerre.
En offrant sa médiation en faveur de l'empereur, après la mort de Gustave II Adolphe en 1632, il tente aussi de minimiser l'influence de la Suède en Allemagne. Il y gagne quelques avantages mineurs. Mais sa politique scandinave est si irritante et vexatoire que les hommes d'État suédois se persuadent que la guerre avec le Danemark est seulement une question de temps et au printemps 1643, le moment leur semble venu.

## Les intrigues de la cour au sortir de l'engagement militaire en Allemagne

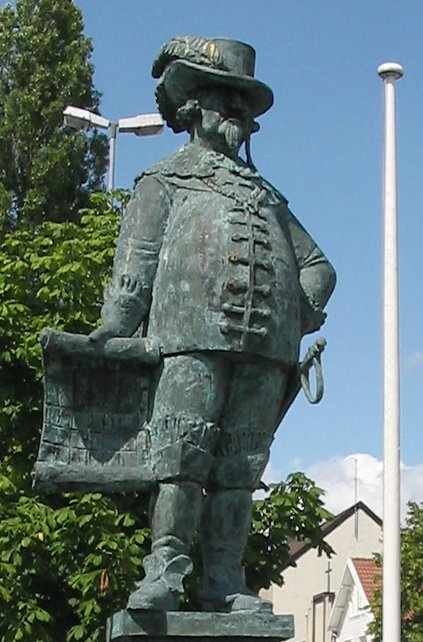
Statue de Christian IV à Kristiansand, Norvège.

Christian IV est alors un homme brisé. Son action est temporairement ralentie par l'accumulation de déboires, non seulement dans ses espoirs politiques, mais aussi dans sa vie privée en plein naufrage. Au cours de l'année 1628, il découvre une liaison scandaleuse entre sa femme, Christine Munk, et l'un de ses officiers allemands. Il la renvoie ; elle tente de cacher son déshonneur en prétendant une liaison entre le roi et Vibeke Kruse (en), une domestique. En janvier 1630, la rupture est définitive et Christine se retire dans ses domaines du Jutland. Christian finit par reconnaître que Vibeke est effectivement sa maîtresse. Les enfants de Vibeke deviennent les ennemis naturels des enfants de Christine Munk, et la haine des deux familles n'est pas sans influencer l'histoire du Danemark.

## La guerre dano-suédoise de 1643 à 1645, une sortie de la guerre de Trente Ans?
Les Suédois sont maintenant en mesure, grâce aux conquêtes de la guerre de Trente Ans, d'attaquer le Danemark au sud et à l'est. L'alliance hollandaise les préserve en mer, et une attaque du Danemark empêche d'utiliser les négociations de paix imminentes au préjudice de la Suède. En mai, le Conseil privé suédois décide la guerre. Le 12 décembre le maréchal (en) Lennart Torstenson, venant de Bohême, traverse la frontière sud du Danemark. À la fin janvier 1644, toute la péninsule du Jutland est en sa possession. Cette attaque tout à fait inattendue, menée du début jusqu'à la fin avec une grande habileté et la rapidité de l'éclair, a un effet paralysant sur le Danemark. Heureusement pour ses sujets, au milieu de la plus grande impuissance et confusion, Christian IV voit quel est son devoir et a le courage de l'accomplir. Le roi diplomate sait se prémunir contre l'autre front catholique : il conclut une alliance avec les Impériaux qui lui offrent l'appui des troupes de Matthias Gallas.

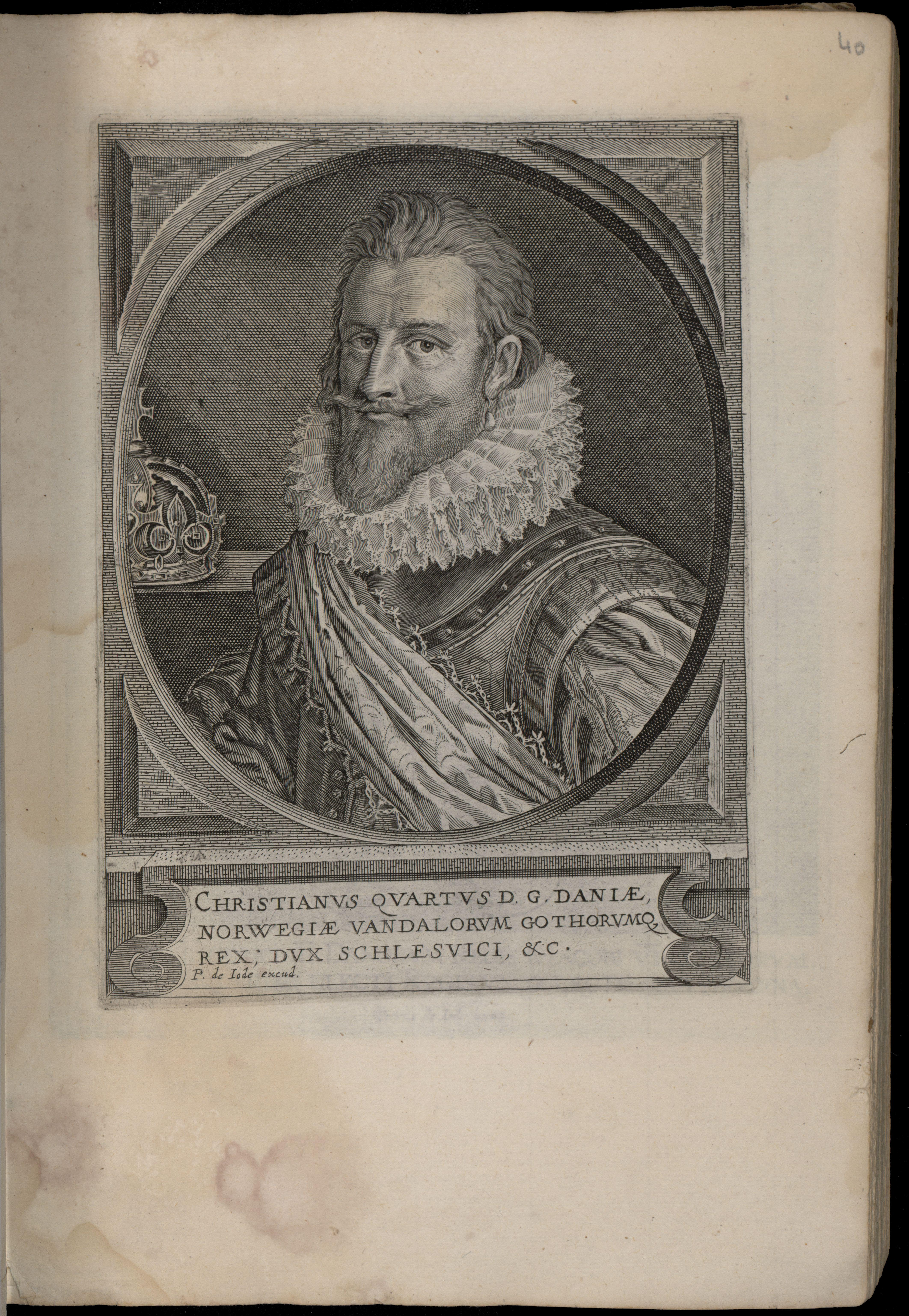
Portrait de Christian IV, réalisé par Pieter de Jode le Jeune en 1652.

Dans sa soixante-sixième année, il montre une fois de plus une part de l'incroyable énergie de sa jeunesse triomphante. Jour et nuit, il travaille à lever des armées et à équiper la flotte. Heureusement pour lui, le gouvernement suédois diffère les hostilités en Scanie jusqu'en février 1644, si bien que les Danois sont capables de préparer leurs défenses et sauver la forteresse primordiale de Malmö. Torstenson est incapable de joindre le Jutland à la Fionie par manque de moyens de transport et la flotte auxiliaire hollandaise partie à sa rescousse est battue entre les îles de Sylt et Rømø sur la côte occidentale du Schleswig par la flotte danoise. Une autre tentative de transporter Torstenson et son armée vers les îles danoises est contrecarrée par Christian IV en personne le 1er juillet 1644. Ce jour-là, les deux flottes s'affrontent au large de Kolberge Heide, au sud-est de la baie de Kiel. Christian y montre un héroïsme qui lui gagne la sympathie de la nation danoise et rend son nom fameux dans des chansons et récits. Lorsqu'il se trouve sur le pont de la « Trinité », une balle suédoise fait exploser un canon proche et des éclats de bois et de métal blessent le roi en 13 endroits différents, lui aveuglant un œil et le projetant sur le pont. Il se relève immédiatement, crie d'une voix forte qu'il va très bien et se fait un devoir de rester au poste sur le pont jusqu'à la fin de la bataille.
La nuit sépare les deux flottes sur un match nul même si la flotte danoise montre sa supériorité en bloquant les bateaux suédois dans la baie de Kiel. La fuite de la flotte suédoise et l'anéantissement de la flotte danoise par les efforts combinés de navires suédois et hollandais après un combat opiniâtre entre Fehmarn et Lolland, à la fin septembre, épuisent les ressources militaires du Danemark et obligent Christian à accepter la médiation de la France et des Provinces-Unies.
Les Suédois menés par Baner sont victorieux et le désastre danois est constaté. La paix est finalement signée à Brömsebro le 8 février 1645. Le Danemark doit céder les provinces norvégiennes de Jämtland, Härjedalen et Älvdalen ainsi que les îles de Gotland et de Ösel en mer Baltique. En outre dans les termes du traité, la Suède de la reine Christine est désormais exemptée du péage du Sund prélevé sur les bateaux étrangers passant par les eaux danoises de la Baltique. En plus de ceci, la Suède reçoit la province de Halland pour une période de 30 ans comme garantie de ces dispositions, possession définitivement confirmée par la suite lors du traité de Roskilde.

## Dernières années de paix et héritage d'un roi moribond
Les dernières années du roi sont assombries par le désaveu par la diète, par les différends avec ses beaux-fils et surtout avec le plus ambitieux d'entre eux, Corfitz Ulfeldt. Le 21 février 1648, à sa demande, il est amené en civière de Frederiksborg près de sa bien-aimée Copenhague, où il meurt une semaine plus tard. Ses derniers mots, recueillis par son médecin, auraient été : Døden, døden, ce qui signifie : « La mort, la mort ».
Malgré le fait que Christian disposait de toutes les qualités des grands princes, il n'a jamais atteint la grandeur attendue. Il a privilégié son propre plaisir, que celui-ci prenne la forme de l'amour ou de l'ambition. À l'apogée de sa jeunesse, son esprit et sa passion de l'aventure lui permettent de surmonter tous les obstacles. Mais à la fin de sa vie, il cueille les fruits amers de son manque de contrôle de soi et meurt en vieil homme fatigué et au cœur brisé.

## Mariages et descendance

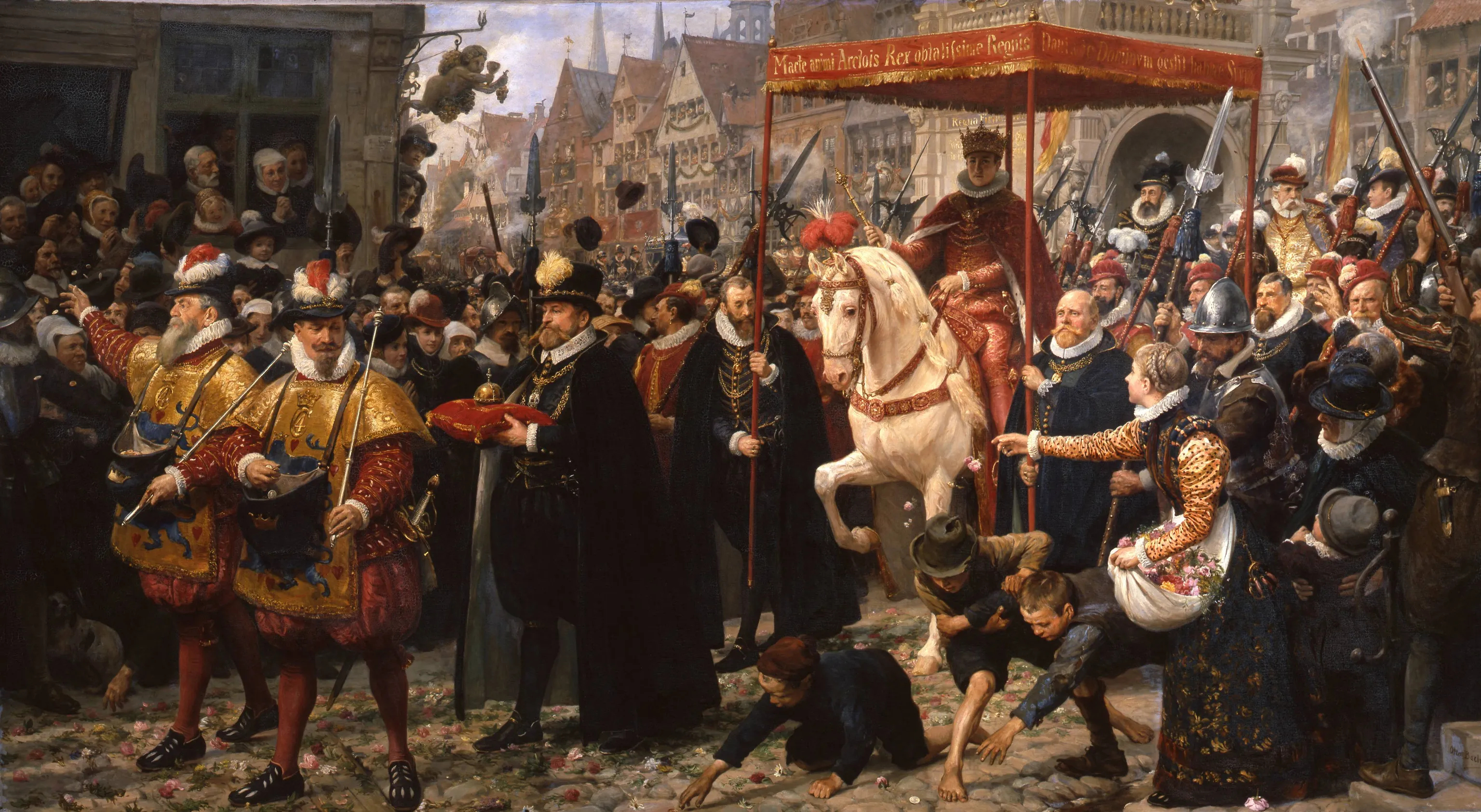
Couronnement de Christian IV (1596).

Christian se marie le 27 novembre 1597 avec Anne-Catherine de Brandebourg (1575 – 1612), une des filles de Joachim III Frédéric, duc de Prusse et électeur de Brandebourg. La reine meurt quatorze ans plus tard, après avoir donné à Christian six enfants : 
- Friedrich (né le 15 août 1599 – mort le 9 septembre 1599) ;
- Christian (1603 – 1647), prince héritier de Danemark-Norvège : en 1634, il épousa sans postérité Madeleine-Sibylle de Saxe (1617 – 1668), fille de l'électeur Jean-Georges Ier de Saxe ;
- Sophie (née le 4 janvier 1605 – morte le 7 septembre 1605) ;
- Élisabeth (née le 13 mars 1606 – morte le 24 octobre 1608) ;
- Frédéric III (1609 – 1670), futur roi de Danemark ;
- Ulrich (né le 2 février 1611 – mort le 12 août 1633).

Avant le décès de la reine, Christian a une relation, de 1610 à 1613, avec Christine Madsdatter (Kirsten Madsdatter), morte en 1613, qui lui donne un enfant : 
- Ulrich Christian Gyldenlöve (né le 3 février 1611 – mort le 6 octobre 1640 à Meinertshagen).

Il a ensuite une nouvelle relation, de 1613 à 1616, avec Karen Andersdatter (morte en 1673 à Copenhague). Ils ont au moins deux enfants :
- Dorothée-Élisabeth Gyldenlöve (1613 – 1615) ;
- Hans Ulrich Gyldenlöve (né le 10 mars 1615 à Kronborg – mort le 31 janvier 1645 à Kronborg), épouse Regitze Grubbe le 10 octobre 1641.

Trois ans après la mort de sa première épouse, le 31 décembre 1615, Christian se marie avec Christine Munk (Kirsten Munk) (1598 – 1658), fille de Ludvig Munk et d'Ellen Marsvin de Landskrona, avec laquelle il a douze enfants :
- Anne-Christine (née le 10 août 1618 à Frederiksborg – morte le 20 août 1633), épouse Frands Rantzau ;
- Sophie-Élisabeth (née le 20 septembre 1619 à Skanderborg – morte le 29 avril 1657), épouse Christian von Pentz le 10 octobre 1634 ;
- Éléonore-Christine (1621 – 1698), épouse Corfitz Ulfeldt le 9 octobre 1634 à Copenhague ;
- Valdemar-Christian (1622 – 1656), comte de Schleswig-Holstein ;
- Élisabeth Auguste (née le 28 décembre 1623 à Kronborg – morte le 9 août 1677), épouse Johann Lindenow le 27 octobre 1639 à Copenhague ;
- Friedrich Christian (né le 26 avril 1625 – mort le 17 avril 1627) ;
- Christiane (née le 15 juillet 1626 à Haderslevhus (Hansborg (no)) – morte le 6 mai 1670), épouse Hannibal von Sehestet le 6 novembre 1642 à Copenhague ;
- Hedwig (né le 15 juillet 1626 à Haderslevhus (Hansborg) – mort le 5 octobre 1678 à Kristianstad), épouse Ebbe Olfeld le 6 novembre 1642 à Copenhague ;
- Marie-Catherine (née le 29 mai 1628 – morte le 1er septembre 1628) ;
- Dorothée-Élisabeth (née le 1er septembre 1629 à Kronborg – morte le 18 mars 1687 à Augustinerkloster, Cologne) ; cette dernière enfant n'est probablement pas de Christian IV.

Après sa séparation de Christine Munk, le roi commence une nouvelle relation avec Vibeke Kruse (en) (Wiebke Kruse) (née vers 1605 – morte en 1648 à Copenhague), avec laquelle il a encore deux enfants : 
- Ulrich Christian Gyldenlöve (né le 7 avril 1630 Ibstrup oder Jägersborg – mort le 11 décembre 1658 à Copenhague) ;
- Élisabeth Sophie Gyldenlöve (née en 1633 à Bramstedt (?) – morte le 20 janvier 1654), épouse Claus von Ahlefeldt le 18 juin 1648.

## Généalogie
Christian IV de Danemark appartient à la première branche de la maison d'Oldenbourg. Cette lignée donna des rois à la Norvège, à la Suède et au Danemark ; elle s'éteignit en 1863 au décès de Frédéric VII de Danemark.